# Gaston Marmier
Pour les articles homonymes, voir Marmier.
Gaston Marie Anastase Marmier est un général de division du génie français, conseiller général de la Dordogne et historien, né à Sarlat-la-Canéda le 20 août 1846, et mort à Paris le 13 février 1905.

## Biographie

### Carrière militaire
Gaston Marmier est le fils Marie Guillaume Antoine Alfred Marmier, avocat au conseil d'État, à la cour de cassation, bâtonnier de l'ordre des avocats et collaborateur de Pierre-Antoine Berryer, et d'Henriette Olympe Désirée Marie Mastrella.
Il a fait ses études supérieures à l'école polytechnique, en 1866. Il choisit de faire une carrière militaire dans l'arme du génie. Il fait ses études à l'école d'application du génie à Metz, en 1869.
Il participe à la guerre franco-allemande de 1870 pendant laquelle il est fait prisonnier avec la capitulation de l'armée du Rhin. À sa sortie de captivité, il suit les cours de l'école d'application de Fontainebleau. En 1885, il est détaché Dépôt des fortifications puis au 2e bureau à l'état-major général du Ministre de la guerre en février 1874. Il était apprécié grâce à sa grande compétence en matière de chemins de fer et sa connaissance de plusieurs langues étrangères. Il fait un voyage en Orient en 1882. Il est nommé chef de bataillon en 1887.
En 1891, il est mis à la disposition de l'administration des colonies comme chef de mission au Soudan français pour l'étudier le projet des 200 km de prolongement du chemin de fer du Haut-Sénégal, de Bafoulabé à Kita, de septembre 1891 à juin 1892. Il est ensuite envoyé à Baol (Sénégal), de décembre 1892 à avril 1893.
Il est nommé lieutenant-colonel en décembre 1893, colonel en décembre 1895 et commande alors le 5e régiment du génie, à Versailles. 
Il est désigné pour commander le génie du corps expéditionnaire de Madagascar, d'avril 1895 à octobre 1896. Après la prise de Tananarive, il profite de la fin de la campagne pour faire étudier par des officiers du génie un tracé de voie de chemin de fer pour relier la côte est de Madagascar à Tananarive.
Il est promu général de brigade en 1899. Il est nommé gouverneur de Bizerte pour organiser le système de défense du port en 1902, puis gouverneur d'Épinal en 1903. Quelques mois plus tard il est nommé général de division.
Il meurt le 13 février 1905 à l'hôpital militaire du Val-de-Grâce.

### Carrière politique
Il est élu au conseil général de la Dordogne pour le canton de Carlux le 27 juin 1875. Il est vice-président du conseil général de 1887 à 1891, Il le reste jusqu'en 1895.

### Historien
Il a été membre de la Société historique et archéologique du Périgord dès sa fondation, en 1874. Il a fait partie de la commission de la société chargée des démarches pour faire reconnaître d'utilité publique la société.  Il a publié plusieurs articles dans son bulletin. 
Il est aussi membre de la Société scientifique, historique et archéologique de la Corrèze entre 1881 et 1891.

## Distinctions
- Chevalier de la Légion d'honneur, le 27 décembre 1884 ;
- Officier de la Légion d'honneur, le 29 décembre 1896 [4].
- Médaille coloniale Sénégal et Soudan

## Publications
- « Le Front sud des frontières suisses », dans Revue militaire de l'étranger, 1885
- « La situation du pays biblique d'Aram Naharaïm, de la ville de Qédesch et du Neharina des Égyptiens », dans Comptes rendus des séances de l'Académie des Inscriptions et Belles-Lettres, 1890, 34e année, no 1, p. 9 (lire en ligne)
- « La Route de Samosate au Zeugma », dans Bulletin de la Société de géographie de l'Est, 1891
- « Recherches géographiques sur la Syrie antique », dans Bulletin de la Société de géographie, 4e trimestre 1891, tome 7, p. 481-505 (lire en ligne)
- « Recherches géographiques sur la Palestine », dans Revue des études juives, 1893, tome 26, p. 1-35 (lire en ligne)
- « La Mission du génie au Soudan, 1891-1892 », dans Revue du génie militaire, septembre-octobre 1893, p. 365-384 (lire en ligne), Planche IX (voir)
- « Nouvelles recherches géographiques sur la Palestine », dans Revue des études juives, 1894, tome 29, p. 27-42, 161-182 (lire en ligne)
- « La Schefèla et la montagne de Juda, d'après le livre de Josué », dans Revue des études juives, 1897, tome 34, p. 51-68 (lire en ligne)
- « Contribution à la géographie de la Palestine et des pays voisins », dans Revue des études juives, 1897, tome 35, p. 185-202 (lire en ligne)

### Bulletin de la Société historique et archéologique du Périgord
- « Gilbert de Dome, sénéchal du Périgord », 1878, t. V, p. 99-111, 247-253 (lire en ligne)
- « Les seigneurs de Domme », 1878, t. V, p. 324-329 (lire en ligne)
- « La destruction du château de Vitrac, dans le Sarladais », 1880, t. VII, p. 368-371 (lire en ligne)
- « Des fourches patibulaires dans le Sarladais au XIVe siècle », 1881, t. VIII, p. 77-79 (lire en ligne)
- « Note sur le lieu d'origine et sur la noblesse de la famille de l'archiprêtre Arnaud de Cervolle », 1881, t. VIII, p. 120-122 (lire en ligne)
- « Note sur le troubadour Raymond Jourdan et sur Alix de Montfort », 1881, t. VIII, p. 409-410 (lire en ligne)
- « De l'origine du monastère de Sarlat », 1882, t. IX, p. 542-546 (lire en ligne)
- « De l'emplacement du Monasterium Genoliacense », 1883, t. X, p. 583-586 (lire en ligne)
- « Géographie ancienne du canton de Carlux », 1884, t. XI, 1884, p. 116-127 (lire en ligne)
- « Le papier timbré de Montfort », t. XI, 1884, p. 400-401 (lire en ligne)
- « Le chartrier du monastère de Sarlat », t. XI, 1884, p. 450-481 (lire en ligne), remarques de M. Grellet-Balguerie 1885, t. XII, p. 90
- « Une querelle de moines au XIIIe siècle. - Épisode de l'histoire de Sarlat », 1885, t. XII, p. 111-119 (lire en ligne)
- « Ordonnance concernant la justice de la vicomté de Turenne et de la châtellenie de Carlux. (1498) », 1885, t. XII, p. 290-293 (lire en ligne)
- Ferdinand Villepelet, « Lettre de 1881 sur le testament de Gantonnet d'Abzac », 1912, t. XXXIX, p. 372-375 (lire en ligne)